# Cirsium setschwanicum
Cirsium setschwanicum là một loài thực vật có hoa trong họ Cúc. Loài này được (Petr.) Petr. mô tả khoa học đầu tiên năm 1972.